# Función indicatriz

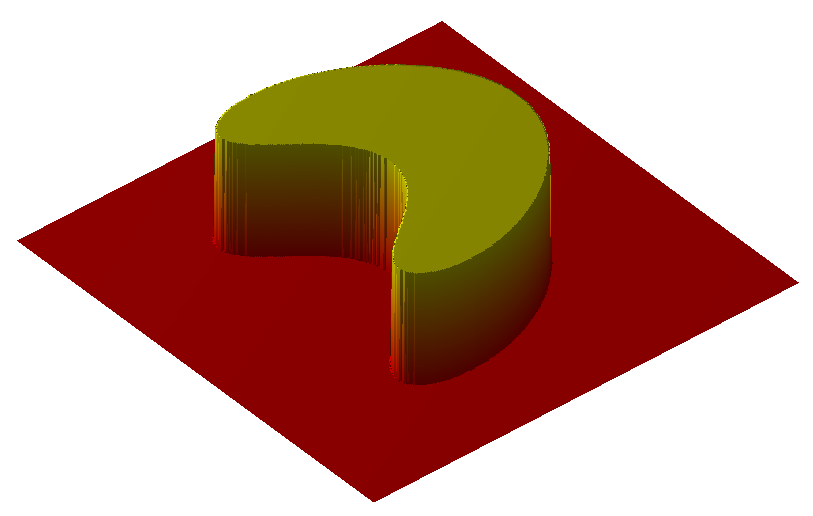
Gráfico de una función indicatriz que muestra a un subconjunto de los puntos de un cuadrado en (en rojo), donde los puntos tienen coordenada z=1 (color ocre), mientras que los puntos del cuadrado tienen coordenada z=0 (rojos).

En matemáticas, una función indicatriz o función característica, es una función definida sobre un conjunto {\displaystyle \ X} que indica la pertenencia o no en un subconjunto {\displaystyle \ A} de {\displaystyle \ X}.

## Definición
La función indicatriz del subconjunto {\displaystyle \ A} de un conjunto {\displaystyle \ X} es una función:
{\displaystyle {\begin{array}{rcl}1_{A}:X&\longrightarrow &\{0,1\}\\x&\longmapsto &\left\{{\begin{matrix}1\ {\mbox{si}}\ x\ \in \ A\\0\ {\mbox{si}}\ x\ \notin \ A\end{matrix}}\right.\end{array}}}
El término de función indicatriz es a veces útil en lugar de función característica, esta denominación evita la confusión con la función característica usada en probabilidades, pero puede producir uno nuevo, con la función indicatriz en análisis convexo.
La función {\displaystyle \mathbf {1} _{A}} en ocasiones se expresa {\displaystyle \chi _{A}\!} , {\displaystyle \mathbf {I} _{A}\!}  o incluso {\displaystyle A\!}. (La letra {\displaystyle \chi \!} se usa porque es la letra inicial de la palabra característica en griego). Otra forma de notación corresponde al corchete de Iverson en donde escribimos 
{\displaystyle \mathbf {1} _{A}(x)=[x\in A]}.
(Importante: La función {\displaystyle 1_{A}} puede ser considerada también como la función identidad en el conjunto {\displaystyle A}).

## Propiedades básicas
El interés principal de estas funciones es de transformar relaciones entre conjuntos a relaciones entre funciones.
La función indicatriz o característica de un subconjunto {\displaystyle A\!}  de un conjunto {\displaystyle X\!}, asocia elementos de {\displaystyle X\!} al conjunto {\displaystyle \{0,1\}\!}.
La correspondencia es sobreyectiva solo cuando {\displaystyle A} es un subconjunto propio de {\displaystyle X\!}. Si {\displaystyle A\equiv X\!}, entonces {\displaystyle \mathbf {1} _{A}=1}. Por un argumento similar, si {\displaystyle A\equiv \varnothing } entonces {\displaystyle \mathbf {1} _{A}=0}.
En lo siguiente, el punto representa multiplicación, 1·1 = 1, 1·0 = 0 etc. "+" y "−" representan suma y resta. "{\displaystyle \cap }" y "{\displaystyle \cup }" son intersección y unión respectivamente. 
Si {\displaystyle A\!}  y {\displaystyle B\!}  son dos subconjuntos de {\displaystyle X\!}, entonces
{\displaystyle \mathbf {1} _{A\cap B}=\min\{\mathbf {1} _{A},\mathbf {1} _{B}\}=\mathbf {1} _{A}\cdot \mathbf {1} _{B},\,} (intersección de conjuntos)
{\displaystyle \mathbf {1} _{A\cup B}=\max\{{\mathbf {1} _{A},\mathbf {1} _{B}}\}=\mathbf {1} _{A}+\mathbf {1} _{B}-\mathbf {1} _{A}\cdot \mathbf {1} _{B},} (unión de conjuntos)
{\displaystyle \mathbf {1} _{A\Delta B}=\mathbf {1} _{A}+\mathbf {1} _{B}-2\cdot \mathbf {1} _{A}\cdot \mathbf {1} _{B},} (diferencia simétrica de conjuntos)
{\displaystyle \mathbf {1} _{A^{\complement }}=1-\mathbf {1} _{A}} (complemento de un conjunto)
Pero si tomamos {\displaystyle \{0,1\}} como el anillo {\displaystyle \mathbb {Z} _{2}} con sus operaciones de suma y producto habituales, entonces:
{\displaystyle \mathbf {1} _{A\cap B}=\mathbf {1} _{A}\cdot \mathbf {1} _{B},\,} (intersección de conjuntos)
{\displaystyle \mathbf {1} _{A\Delta B}=\mathbf {1} _{A}+\mathbf {1} _{B},\,} (diferencia simétrica de conjuntos)
mostrando que la función que asigna a cada subconjunto del conjunto potencia de {\displaystyle X\!} su función característica es un isomorfismo de anillos entre el conjunto potencia de {\displaystyle X\!} (con la intersección y la diferencia simétrica de conjuntos como producto y suma respectivamente) y el conjunto de las funciones de {\displaystyle X\!} en {\displaystyle \mathbb {Z} _{2}} con la suma y producto de funciones definidas por las operaciones dentro del anillo {\displaystyle \mathbb {Z} _{2}} punto a punto sobre todo {\displaystyle X\!}.
Continuando con el complemento de conjuntos, y generalizando: supongamos que {\displaystyle A_{1},\ldots ,A_{n}} es una colección de subconjuntos de {\displaystyle X\!}; si denotamos {\displaystyle I_{n}=\{1,2,3,...,n\}} como el conjunto de índices, entonces: 
{\displaystyle \prod _{k\in I_{n}}(1-\mathbf {1} _{A_{k}}(x))} , para todo {\displaystyle x\in X}.
es claramente un producto de {\displaystyle 0}s y {\displaystyle 1}s.  Este producto vale 1 precisamente para los {\displaystyle x\in X} que no pertenecen a ninguno de los conjuntos {\displaystyle A_{k}\!} y {\displaystyle 0} en caso contrario. Esto es,
{\displaystyle \prod _{k\in I_{n}}(1-\mathbf {1} _{A_{k}})=\mathbf {1} _{X-\bigcup _{k}A_{k}}=1-\mathbf {1} _{\bigcup _{k}A_{k}}.}
Expandiendo el producto del lado izquierdo,
{\displaystyle \mathbf {1} _{\bigcup _{k}A_{k}}=1-\sum _{F\subseteq \{1,2,\ldots ,n\}}(-1)^{|F|}\mathbf {1} _{\bigcap _{F}A_{k}}=\sum _{\emptyset \neq F\subseteq \{1,2,\ldots ,n\}}(-1)^{|F|+1}\mathbf {1} _{\bigcap _{F}A_{k}}}
donde {\displaystyle |F|\!} es la cardinalidad de {\displaystyle F\!}. Esta es una forma del principio de inclusión-exclusión.
Como sugiere el ejemplo anterior, la función indicatriz es un elemento útil para notación en combinatoria. La notación se usa en otras partes también, por ejemplo en teoría de la probabilidad: si {\displaystyle X\!} es un espacio de probabilidad con medida de probabilidad {\displaystyle \mathbb {P} } y {\displaystyle A\!} es un conjunto medible, entonces {\displaystyle \mathbf {1} _{A}} se convierte en una variable aleatoria cuyo valor esperado es igual a la probabilidad de {\displaystyle A\!}:
{\displaystyle \operatorname {E} (\mathbf {1} _{A})=\int _{X}\mathbf {1} _{A}(x)\,d\mathbb {P} =\int _{A}d\mathbb {P} =\operatorname {P} (A).\quad }
Esta identidad se usa en una prueba simple de la desigualdad de Markov.
En muchos casos, como en teoría del orden, la inversa de la función indicatriz puede definirse.

## Continuidad
Si {\displaystyle A\!}: es un subespacio del espacio topológico {\displaystyle X}: y  si el conjunto {\displaystyle \{0,1\}} tiene la topología discreta (en este caso corresponde a la topología inducida por la topología usual de {\displaystyle \mathbb {R} }), el conjunto de los puntos de {\displaystyle X}: en los cuales la función {\displaystyle 1_{A}:X\rightarrow \{0,1\}} es discontinua corresponde a la frontera de {\displaystyle A\!}:.

## Medible
Si {\displaystyle (X,\Omega )} es un espacio medible, esto es, si Ω es una tribu sobre {\displaystyle X}, un subconjunto {\displaystyle A\subset X}  es un conjunto medible  si y solo si la función indicatriz {\displaystyle 1_{A}}  es una función medible.